# Usharia obtusa
Usharia obtusa är en insektsart som beskrevs av Thapa 1985. Usharia obtusa ingår i släktet Usharia och familjen dvärgstritar. Inga underarter finns listade i Catalogue of Life.